# ニシフォークキツネザル
ニシフォークキツネザル（Phaner pallescens）は、マダガスカル固有のキツネザルの一種。フォークキツネザル属は最近まで1種とされてきたが、4種に分類されるようになった。そのうちの1種。

## 分布
マダガスカル島西部の低地性の熱帯乾燥落葉樹林に分布。樹上で見られる。

## 形態
背中から頭上にかけての二又のフォークのような黒い模様が特徴。体毛は黒っぽい茶色である。

## 生態
樹上で生活する。日が暮れる直前に巣から出て、さかんに大きな声で鳴き始める。この声は、群れのメンバーや他の群れとのコミュニケーションに使われている。オスとメスはあまり一緒にはいない。オスは喉に目立つ臭腺があり、毛づくろいをする間にメスの頭、肩、背中へごしごしとこすりつける。アラビアガムなど植物の樹皮の傷口から出る分泌液が主要な食べ物。

## 保全状況
24年間で個体数は半分以下に減少した。そのため、国際自然保護連合によって絶滅危惧種に指定されている。